# Molinismo

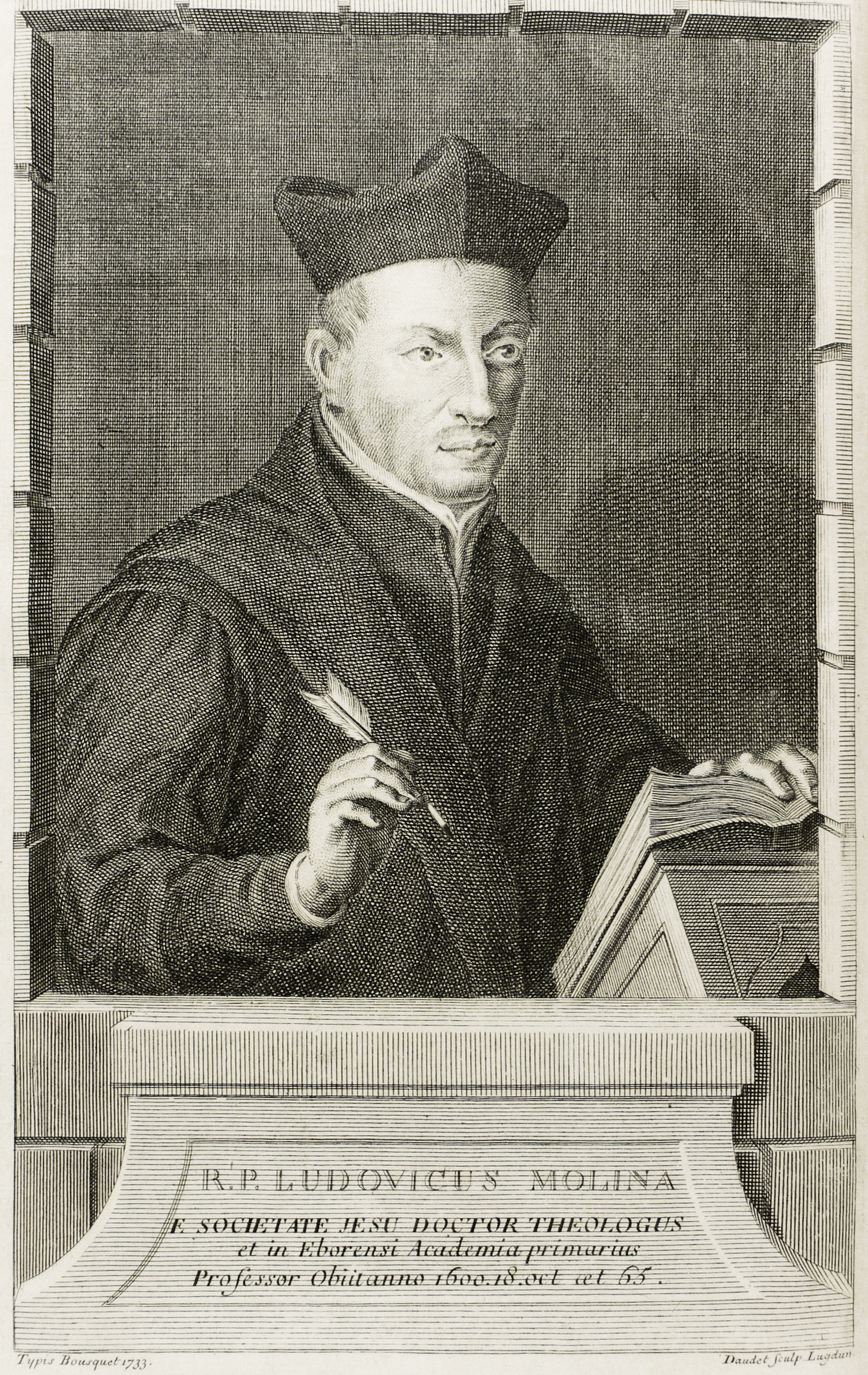
Luis de Molina

Il Molinismo è una corrente del pensiero teologico che ha tratto ispirazione dagli studi condotti dal gesuita Luis de Molina (1535 - 1600).

## Contenuti della teoria
Il punto di partenza di questa teoria è la possibilità di congiungere il piano della conoscenza divina con quella umana. 
La Grazia divina e la Libertà umana possono conciliarsi poiché Dio stesso può ben prevedere nella sua onnipotenza la futura adesione dell'uomo alla grazia stessa. 
Questo piano di salvezza viene attuato dalla valenza positiva attribuita alla "libertà umana", in quanto neppure il peccato originale ha spento nell'uomo la sete della salvezza. 
Luis de Molina sosteneva che Dio possiede la comprensione di tutti gli eventi. Attraverso la sua "scienza media" conosce sia le azioni verificate o verificabili sia quelle che non si verificheranno mai. 
Dall'altra parte l'uomo possiede una libertà progressiva di ricevere la salvezza. L'uomo è dunque spinto da una "sufficienza", che consente di riprendere a credere, amare e sperare, fino ad una grazia "efficiente", massimo grado di elevazione spirituale. Da qui la giunzione, ossia il punto di incontro tra la comprensione di Dio e la libertà umana. Al molinismo come corrente di pensiero aderì anche il frate Gabriel Téllez (1584-1648) che scelse come nome d'arte appunto Tirso de Molina così da omaggiare il suo maestro. Tirso è un famoso esponente del teatro spagnolo del 'Siglo de oro' autore di L'ingannatore di Siviglia e il convitato di pietra', dramma incentrato sulla figura libertina del seduttore Don Giovanni, che ebbe grandissimo successo sulle scene.
Ne curò una versione anche Molière e poi una Carlo Goldoni, prima che il tema venisse magistralmente ripreso dalle musiche del Don Giovanni di Mozart su libretto di Da Ponte.